# Мальяракис, Жан-Жиль
Жан-Жиль Мальяраки́с (фр. Jean-Gilles Malliarakis; 22 июня 1944, Париж) — французский ультраправый политик и публицист. Основатель и активист ряда неофашистских — национал-революционных — организаций, в том числе движения Третий путь. Идеолог солидаризма, антикоммунист, антилиберал.

## Идеология «Третьего пути»
Сын художника Антуана Мальяракиса, известного под псевдонимом Mayo. В 1970 году окончил аспирантуру парижского Института политических исследований. В 1964—1967 годах состоял в ультраправом движении «Запад» — вместе с Пьером Сидосом, Жераром Лонге, Аленом Мадленом, Аленом Робером. В 1968 году «Запад» был распущен указом президента де Голля как экстремистская организация, практикующее насилие. Жан-Жиль Мальяракис основал в Институте политических исследований собственную националистическую группировку. Из системных правых организаций сотрудничал с движением Национальный центр независимых и крестьян, которое являлось легальной «площадкой» для крайне правых политиков.
Приобрёл у издателя Анри Костона — известного праворадикальными и антисемитскими взглядами — книжный магазин, который превратил в сборный пункт парижских ультраправых. Проводил семинары на экономические темы, пропагандировал антикоммунизм и антикапитализм в духе фашистской версии солидаризма. Излагал фашистские концепции производства без коммерческого кредита, групповой собственности, приоритетного развития мелких и семейных предприятий. Написал также работу Pour une libération fiscale (Ради налогового освобождения), о бюджетной политике с позиций приоритетного отстаивания интересов налогоплательщика и минимизации налогов.
Свои экономические воззрения Мальяракис изложил в концептуальной работе Ni Trust ni Soviets (Ни трестов, ни Советов). Противопоставлял идеи Третьего пути коммунистическому централизму и экономическому либерализму. Резко критиковал также масонство (особенно ложу Великий Восток Франции), видя в нём разновидность троцкизма как коммунистического течения. Сотрудничал в неоязыческом журнале «Земля».
Мальяракис решительно порвал не только с либерализмом, но и с консерватизмом. В его идеологии чётко прослеживалось влияние Великой французской революции и национал-синдикализма. Категорически отвергая марксизм, Мальяракис многое принял в прудонистской версии социализма и особенно в неосоциализме.

Мы наследники революционного романтизма и потомственные враги луифилипповской капиталистической системы. На протяжении десятилетий под влиянием Морраса французский национализм не хотел видеть в романтизме и революции ничего, кроме эксцессов, иностранных влияний и нелепостей… Как будто в эксцессах и нелепостях буржуазия не превзошла в сто раз бедных пролетарских бунтарей Лиона или парижских коммунаров.

Жан-Жиль Мальяракис

Столь очевидные ультралевые черты в ультраправом мировоззрении Жан-Жиля Мальяракиса отразили серьёзные перемены во французском политико-идеологическом раскладе.

## Политика «Третьего пути»
Жан-Жиль Мальяракис не только выступал как идеолог, но активно участвовал в практической политике. В 1970-х он состоял в политическом объединении «Националистические революционные группы», активисты которых сыграли важную роль в создании Национального фронта (НФ). Стал одним из организаторов неофашистского движения Третий путь. В 1974 Мальяракис примкнул к НФ, но в 1977 вышел, посчитав политику Жан-Мари Ле Пена архаично-реакционной, либерально-капиталистической и проамериканской.
Мальяракис был видным деятелем европейского ультраправого интернационала. В августе 1977 он участвовал в «совещании Сен-Клу» — собрании неофашистских активистов под председательством Стефано Делле Кьяйе. По результатам этого заседания в ряде стран, в том числе во Франции, была осуществлена серия силовых акций против коммунистических и просоветских организаций.
В 1979 Мальяракис возглавил Националистическое революционное движение — неофашистское в идеологии, синдикалистское в экономической концепции, панъевропейское в международной политике. В 1985 организация слилась с группой активных антикоммунистов из Партии новых сил (PFN) и приняла название Troisième voie (TV) — Третий путь. (Тогда же, во второй половине 1980-х, Мальяракис состоял в идеологически родственной португальской неофашистской организации Движение национального действия.)
TV конкурировал с Национальным фронтом, пыталась обойти Ле Пена справа. Занимала на правом фланге самые крайние позиции, пропагандировала не только антикоммунизм и антисоветизм, но также антисемитизм и антиамериканизм, поддерживала арабскую сторону ближневосточного конфликта. Однако на фоне усиливающегося НФ группировка Мальяракиса выглядела маргинальной (хотя во второй половине 1980-х партия Ле Пена ещё не обладала массовой поддержкой). В 1991 Мальяракис вновь пошёл на сближение с НФ. Это привело к конфликту с группой роялистского журналиста Кристиана Буше. Монархисты откололись от TV и впоследствии сформировали «Новое роялистское действие». Организацию покинули также наиболее радикальные национал-революционеры. После раскола TV практически прекратил существование.
«Третий путь» был воссоздан через два десятилетия, в 2010, совместно с новыми ультраправыми — Националистической революционной молодёжью. Произошла своеобразная передача политической эстафеты французского правого радикализма. Новую версию идей Жан-Жиля Мальяракиса представил Серж Аюб. Но в июне 2013, после серии актов уличного насилия и убийства леворадикального студента Климента Мерика, правительство Франции инициировало судебное преследование и запрещение TV.
В 1980-1990-х годах Жан-Жиль Мальяракис состоял в португальском Движении национального действия (MAN), неофашистской организации скинхедского толка. Идеология MAN основывалась на концепции Третьего пути и носила чёткий отпечаток взглядов Мальяракиса.

## Общественная деятельность
В 1991—2001 Жан-Жиль Мальяракис состоял в руководстве правопопулистской Конфедерации защиты торговцев и ремесленников (организация неопужадистского характера). Мальяракис был автором программных тезисов Конфедерации, выдержанных в специфическом сочетании либертарианства и корпоративизма: максимальная свобода конкуренции, минимум государственного регулирования, активный социально-объединительный тренд.
Конфедерация 1990-х имела довольно одиозную теневую репутацию, её лидер Кристиан Пусе был убит в 2001 при невыясненных обстоятельствах. В этой связи Мальяракис характеризовался наблюдателями как «ультраправый авантюрист».
Несколько лет Жан-Жиль Мальяракис вёл авторскую программу на популярной радиостанции Courtoisie. Работает в издательстве Trident. Создал как личный сайт праворадикальное сетевое издание L’Insolent (название переводится как Наглый или, в другом варианте — «Мир наш»).

## Звено исторической традиции
Жан-Жиль Мальяракис принадлежит к послевоенному поколению французских ультраправых. Его представители непосредственно не связаны ни с довоенным фашизмом (подобно Виктору Бартелеми), ни с режимом Виши (как отчасти Жан-Луи Тиксье-Виньянкур). На их мировоззрение существенно повлияли идеи, а главное, радикальная эстетика 1960-х годов, особенно мая 1968 в его «чёрной» версии. (Характерны и такие черты, как периодические увлечения мистицизмом и неоязычеством.)
«Третий путь» Жан-Жиль Мальяракиса развивал на новом историческом этапе идеи Марселя Деа и политическую практику Жака Дорио второй половины 1930-х. Его идеологические установки и организационные наработки отразились в программе и деятельности Национального фронта — несмотря на резкие расхождения с «чересчур умеренным» Жан-Мари Ле Пеном. Националистическая революционная молодёжь Сержа Аюба — более радикальная и жёсткая организация — смотрится прямым продолжателем «Третьего пути». Таким образом Жан-Жиль Мальяракис олицетворяет специфическое, но важное звено французской крайне правой традиции.

## Символичная деталь
Ультралевый студент Климент Мерик, погибший в столкновении с ультраправыми боевиками 5 июня 2013 года, учился в том же Институте политических исследований, который окончил Жан-Жиль Мальяракис.